# Hope Valley, Rhode Island
Hope Valley är en ort i Washington County i delstaten Rhode Island, USA.